# Francesco Saverio Gargiulo
Francesco Saverio Gargiulo (Sorrento, 2 dicembre 1840 – Napoli, 11 gennaio 1922) è stato un magistrato, giurista funzionario pubblico italiano.
Raggiunse i più alti gradi della magistratura, scrisse importanti opere in materia giuridica, fu il primo libero docente dell'Università di Napoli, ricoprì delicati incarichi a livello ministeriale nonché fu a capo della Segreteria della Presidenza del Consiglio dei ministri.

## Biografia
Figlio di Nicola Gargiulo e di Maria Fiorentino, dopo i primi studi compiuti in seminario a Sorrento, a diciotto anni conseguì a Salerno il diploma in lettere e filosofia.
Trasferitosi a Napoli, a vent'anni si diplomò in legge e giurisprudenza, iniziando la professione di avvocato.
Appena ventunenne scrisse a Sorrento la sua prima monografia intitolata Sul bisogno di una riforma legislativa(1862), cui seguirono l'altra sulla Inconvenienza della pena di morte (1863) e la prima opera di rilievo intitolata Studi di Diritto Penale (1865).
Intorno al 1865, nello studio di giurisprudenza in Napoli, cominciò ad impartire lezioni di varie discipline giuridiche.
Nel 1866 sposò Giulia Cacace, da cui ebbe dodici figli, molti dei quali morirono tuttavia in tenera età.
Alla fine del 1869 (dopo esser stato nominato Uditore Vice Pretore a Piano di Sorrento) cominciò a scrivere la sua opera maggiore, il Commento al Codice di Procedura Civile, che venne pubblicato prima in due volumi (1870-72), poi in quattro tomi (1876-81); a questi fecero seguito le Emendazioni al Codice di Procedura Civile (1873).
La particolare importanza di tale opera risiede nel fatto che essa costituì il primo commentario al nuovo codice processuale civile, che, approvato nel 1865 in sostituzione dei vari codici già vigenti negli stati preunitari, rimarrà in vigore fino al 1942.
L'opera gli procurò molteplici riconoscimenti accademici e giudiziari: nel 1871 fu chiamato alla Segreteria del Ministro di Grazia e Giustizia De Falco e mantenne tale incarico anche con il Ministro Vigliani; nel 1876 fu posto a Capo della Segreteria della Corte di Cassazione di Roma, di recente istituzione, per poi passare l'anno seguente a dirigere la Segreteria della Corte d'Appello di Napoli.
Nel 1888 Francesco Crispi, istituita la Segreteria della Presidenza del Consiglio dei ministri sul modello germanico, lo chiamò a capo di quell'Ufficio, su proposta del Ministro di Grazia e Giustizia Zanardelli.
Nel 1894 la Commissione Consultiva presso il Ministero di Grazia e Giustizia lo promosse alla Corte di cassazione per "meriti eccezionali". Il Presidente della Commissione, nel comunicargli privatamente la notizia ebbe a dirgli: "Ella è stato l'unico magistrato che abbia ottenuto quella classifica sia nel ramo penale, sia nel ramo civile, ed il primo in Italia"("Gargiulo, 1922").  Prevedendo il sistema giudiziario dell'epoca cinque Corti di Cassazione, gli fu subito offerta la promozione a quella di Torino, poi a quella di Palermo, ma in entrambi i casi egli rifiutò per non allontanarsi dalla famiglia. Accettò nel 1895 di passare alla Corte di Cassazione di Napoli ed in tale sede pronunciò il discorso inaugurale di quell'anno giudiziario.
Si spense l'11 gennaio 1922, nella sua casa al vico I Foglie a S.Chiara, che oggi porta il suo nome.

## Importanza delle opere
All'opera del Gargiulo attinsero varie generazioni di magistrati, avvocati e docenti universitarii.
Diede alle stampe diversi trattati e moltissime monografie (nel complesso ammonteranno a circa trecento), collaborando a quasi tutti i periodici giudiziari del tempo, ivi inclusi quelli da lui stesso diretti, Diritto e Giurisprudenza e Foro Napoletano, quest'ultimo organo del Circolo giuridico.
Tra le sue opere principali vanno elencati il Sommario delle Istituzioni di procedura civile (1880),il Trattato dell'appellazione civile e commerciale(1885), l'Analisi di giurisprudenza della procedura civile (1885), il Corso elementare di Dritto Giudiziario Civile" (1888),  Il Sindaco ed il Conciliatore nel Dritto Italiano (1890), il Trattato della Cassazione (1893), il Trattato della spropriazione forzata degl'immobili (1900).
Una volta ritiratosi a vita privata, si dedicò ai suoi studi giuridici, filosofici e di vario genere. Tra questi ultimi vanno ricordati L'importanza del numero tre nella Mitologia, nel Creato, nel Cristianesimo e Cattolicesimo, nell'Ordine Sociale e nell'Arte ed il testo della conferenza tenuta a Sorrento il 10 aprile 1895 su L'ingegno, la scienza e le virtù di Torquato Tasso nel terzo centenario dalla morte del celebre poeta suo concittadino.
Fu sempre molto legato a Sorrento, nel cui Consiglio Comunale sedette per cinquant'anni; ivi ricoprì anche dal 1896 al 1918 l'ufficio di Presidente del Governo del Conservatorio di S. Maria delle Grazie, istituzione benefica risalente al lontano 1566, della quale egli curò il ripristino secondo gli scopi perseguiti dalla fondatrice, la patrizia sorrentina Berardina Donnorso. Sorrento, riconoscente, nel 1924 gli ha dedicato un busto, oggi collocato nella Villa Comunale, a pochi passi dalla piazza intitolata al suo nome, e restaurato nel 2023 a cura e spese del predetto Conservatorio.